# نوبوهارو سایتو
نوبوهارو سایتو (انگلیسی: Nobuharu Saito؛ زادهٔ ۲۹ سپتامبر ۱۹۷۳) بازیکن والیبال اهل ژاپن بود.